# Ximenia
Ximenia ist eine Pflanzengattung, die meist in die Familie der Olacaceae gestellt wird. Die Gattung umfasst zehn Arten und ist pantropisch verbreitet.

## Beschreibung

### Vegetative Merkmale

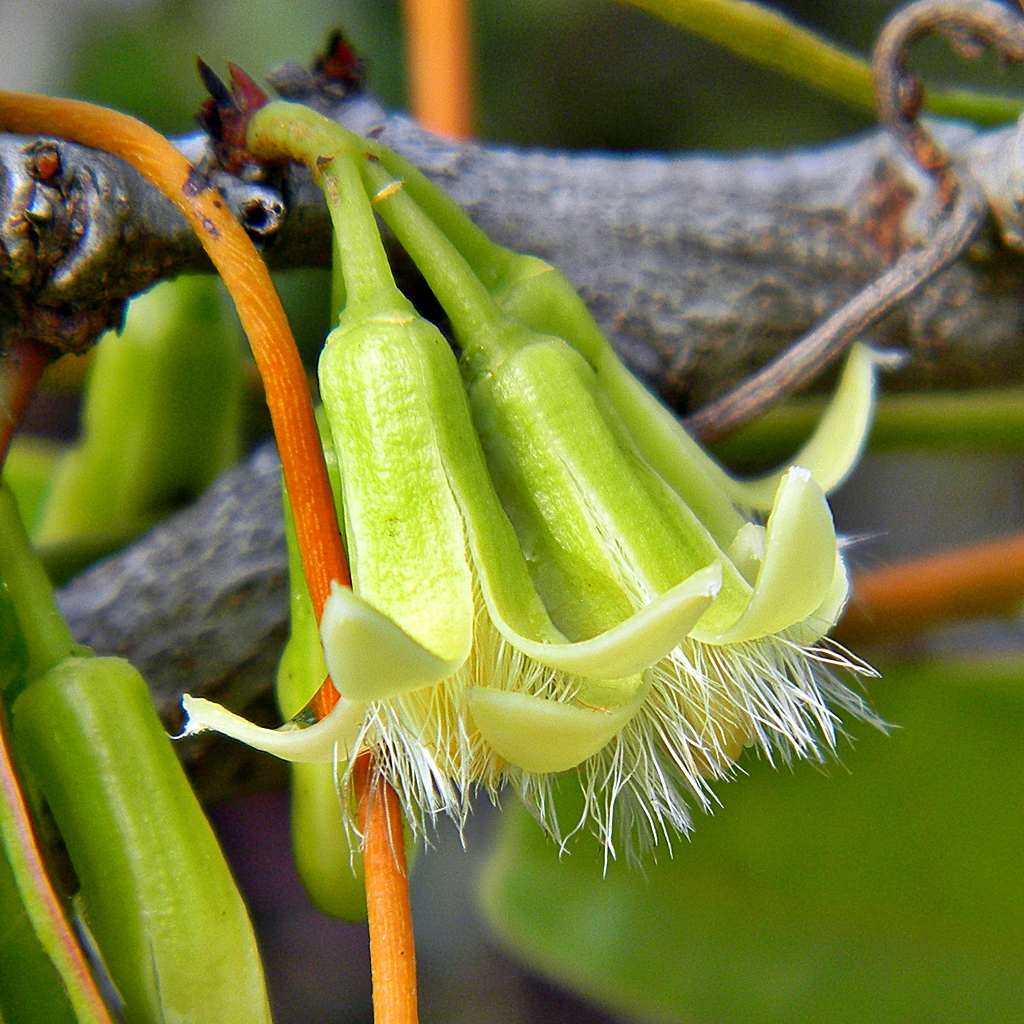
Ximenia americana

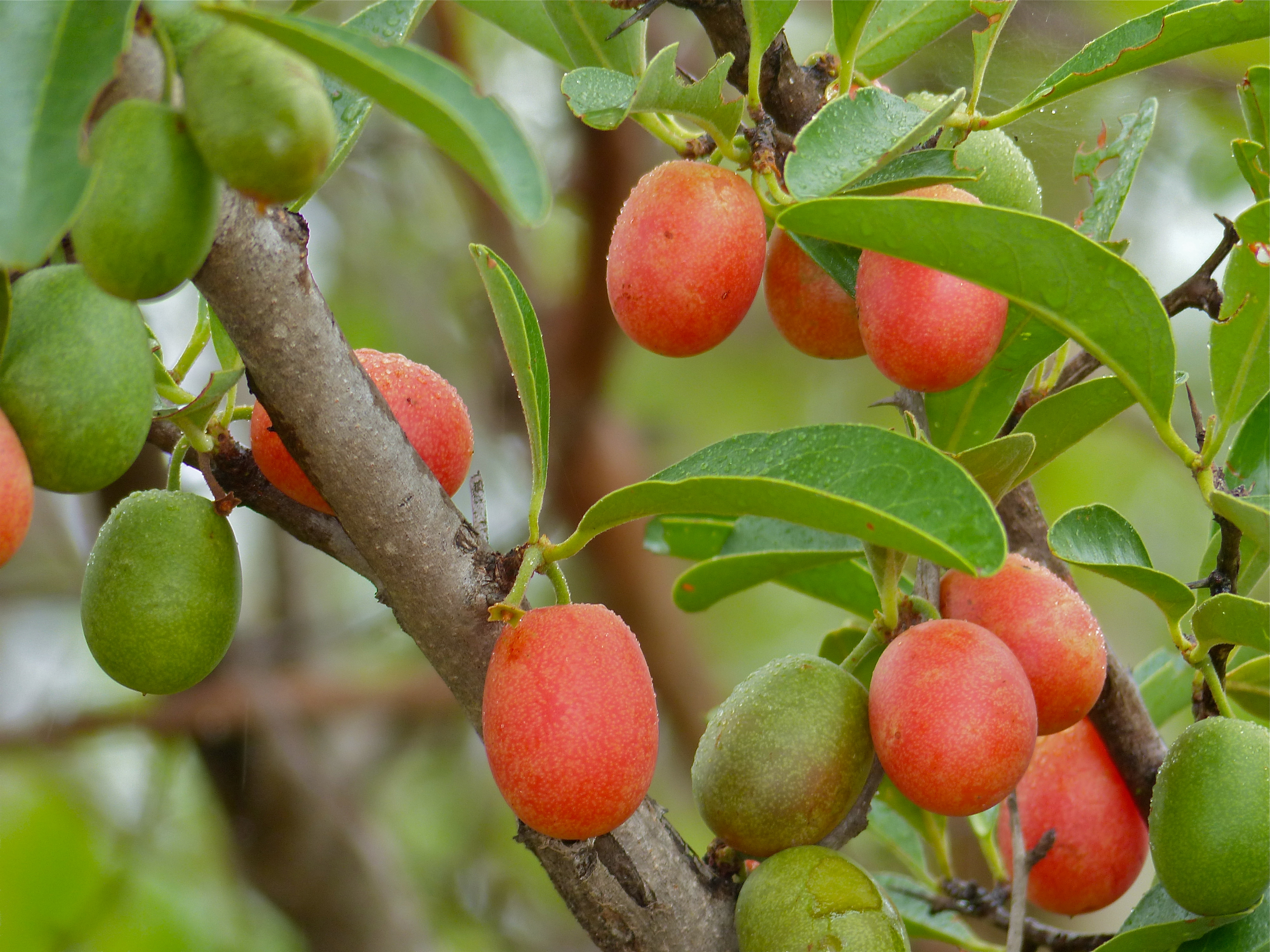
Ximenia caffra mit Früchten

Die Ximenia-Arten sind Sträucher oder kleine, bis höchstens 12 Meter hohe Bäume. Die Zweige sind an ihren Enden häufig bedornt oder es befinden sich Dornen in den Blattachseln. Die schraubig angeordneten, gestielten Laubblätter stehen oft dicht gedrängt an Kurztrieben. Die einfachen und ungeteilten, fiedernervigen, ganzrandigen Blattspreiten sind vorne stumpf bis gestutzt, haben aber meist ein kurzes aufgesetztes Spitzchen. Nebenblätter fehlen.
Das Holz von Ximenia americana ist hart und ziemlich schwer. Die Rohdichte beträgt 838–930 kg/m3 bei 12 % Holzfeuchte. Das Kernholz ist rötlich-gelb und ziemlich scharf gegen das hellere Splintholz abgesetzt. Die Maserung ist gerade bis unregelmäßig, mit einer feinen Oberflächenstruktur und einem ziemlich starken Glanz. Das Holz kann einen milden angenehmen Geruch haben.

### Generative Merkmale
Die Blütenstände stehen in den Blattachseln, oft an den Enden der Kurztriebe. Sie können auch auf Dornen sitzen, die dann als umgewandelte Kurztriebe zu deuten sind. Es handelt sich um bis zu 15 mm lang gestielte, wenigblütige, manchmal doldenartige Zymen oder um ungestielte Büschel, bei einigen Arten, beispielsweise bei Ximenia horrida und Ximenia perrieri, auch um Einzelblüten. Nahe der Basis der Blütenstiele befinden sich zwei bis vier Vorblätter oder diese fehlen.
Die radiärsymmetrischen Blüten sind meist zwittrig, bei mehreren Arten aber funktionell eingeschlechtlich. Der kleine, breit becherförmige Kelch endet in meist vier, selten drei oder fünf Kelchzähne. Er bleibt nach der Anthese erhalten, vergrößert sich aber bis zur Fruchtreife nicht oder kaum. Es sind meist vier, seltener fünf freie, in der Knospe klappige, linealische bis längliche Kronblätter vorhanden. Diese sind an der Außenseite kahl oder flaumhaarig und an der Innenseite dicht zottig bebärtet. Voll aufgeblüht ist ihre vordere Hälfte zurückgebogen. Nach der Blüte fallen die Kronblätter ab. Die Staubblätter sind nicht miteinander oder mit den Kronblättern verwachsen. Bei den meisten Arten sind entsprechend der Zahl der Kronblätter acht oder zehn Staubblätter vorhanden, wobei jeweils die eine Hälfte vor den Kronblättern und die andere Hälfte dazwischen vor den Kelchblättern steht. Ximenia horrida hat nur vier, selten fünf Staubblätter, die vor den Kronblättern angeordnet sind. Die länglich-linealischen bis fast eiförmigen Staubbeutel sind basifix, also an ihrem Grund dem fadenförmigen Staubfaden angeheftet. Sie besitzen ein dickes Konnektiv und öffnen sich der Länge nach. Bei funktionell weiblichen Blüten wird kein Pollen ausgeschüttet. Ein Diskus fehlt. Der flaschenförmige Fruchtknoten ist oberständig und zumeist fast bis zur Spitze vierfächerig, selten dreifächerig. Der säulenförmige Griffel ist schlank und besitzt eine kleine, köpfchenförmige Narbe. Bei funktionell männlichen Blüten ist der Fruchtknoten im Allgemeinen kleiner und hat eine etwas andere Form. Außerdem ist der Griffel manchmal sehr kurz oder fehlt sogar. An der Spitze der zentralwinkelständigen Plazenta befindet sich in jedem Fruchtknotenfach eine einzige hängende, anatrope, bitegmische oder durch Verwachsung unterschiedlichen Grades unitegmische Samenanlage. In funktionell männlichen Blüten fehlen die Samenanlagen.
Die Früchte sind eiförmige Steinfrüchte mit einem relativ dünnen fleischigen Mesokarp und einem krustigen bis holzigen Endokarp. Es entwickelt sich in jeder Frucht nur ein Same. Dieser enthält reichlich ölhaltiges Endosperm und einen sehr kleinen Embryo.

### Chromosomen
Bezüglich der Chromosomenzahl ist bisher nur Ximenia americana untersucht. Für diese Art wurden zwei unterschiedliche Zahlen festgestellt. Sie hat demnach einen diploiden Chromosomensatz von 2n = 24 beziehungsweise 2n = 26.

## Verbreitung und Lebensraum
Das Verbreitungsgebiet der Gattung Ximenia ist pantropisch, das heißt, sie findet sich in fast allen tropischen und subtropischen Regionen. Auf dem amerikanischen Doppelkontinent wachsen die Ximenia-Arten zwischen Baja California Sur, Florida und dem nördlichen Argentinien, in Afrika reicht das Verbreitungsgebiet vom Senegal und Sudan bis in nördliche Regionen Südafrikas. Darüber hinaus kommt die Gattung Ximenia im tropischen Asien und im nordöstlichen Australien vor. Im pazifischen Raum gibt es Vorkommen beispielsweise auf den Fidschi-Inseln und im Tuamotu-Archipel. Das größte Verbreitungsgebiet besitzt die pantropische Art Ximenia americana, die fast das gesamte Areal der Gattung besiedelt. Ximenia caffra kommt im östlichen und südlichen Afrika vor, die übrigen acht Arten besiedeln relativ kleine Areale auf den Inseln Kuba, Hispaniola und Madagaskar sowie in Mexiko, Brasilien und Paraguay.
Die Ximenia-Arten gedeihen innerhalb der Tropen bevorzugt in Regionen mit Trockenwäldern und Savannen vor.

## Parasitismus
Ximenia americana ist ein fakultativer, nicht wirtsspezifischer Halbparasit, der mit Haustorien die Wurzeln anderer Pflanzen anzapfen kann, um ihnen Wasser und Nährstoffe zu entziehen. Auch Autoparasitismus und das Anhaften von Haustorien an nicht lebenden Objekten sind bekannt.

## Systematik
Die Gattung Ximenia wurde 1753 vom schwedischen Naturforscher Carl von Linné in seinem Werk Species Plantarum aufgestellt. Dieser übernahm hier und auch schon in seinem früheren Werk Hortus Cliffortianus einen älteren Gattungsnamen, den der französische Botaniker und Ordensmann Charles Plumier in seinem Werk Nova Plantarum Americanarum Genera geprägt hatte. Als Lektotypus wurde 1920 Ximenia americana ausgewählt, die einzige bereits von Plumier beschriebene und als „Ximenia aculeata flore villoso, fructu luteo“ benannte Art. Als zweite Art der Gattung hat Linné außerdem noch Ximenia aegyptiaca beschrieben, eine Art die heute als Balanites aegyptiaca in eine ganz andere Verwandtschaft gestellt wird. Heymassoli Aubl., Pimecaria Raf., Rottboelia Scop. und Ximeniopsis Alain sind Synonyme von Ximenia. Der Gattungsname Ximenia ehrt den spanischen Mönch Francisco Ximénez, der 1615 in seinem vierbändigen Werk Quatro libros de la Naturaleza die erste umfassende naturkundliche Abhandlung veröffentlichte, die in Amerika verlegt wurde.
Die Gattung Ximenia gehört in die Tribus Ximenieae in der Unterfamilie Ximenioideae innerhalb der Familie Olacaceae bildet. Neben Ximenia gehören noch drei weitere Gattungen zu dieser Tribus: Curupira, Douradoa und Malania.
Die Gattung Ximenia umfasst zehn Arten.
| Wissenschaftlicher Name                        | Verbreitung                                | Anmerkungen  |
| ---------------------------------------------- | ------------------------------------------ | ------------ |
| Ximenia americana L.                           | pantropisch                                | 3 Varietäten |
| Ximenia caffra Sond.                           | östliches und südliches Afrika, Madagaskar | 2 Varietäten |
| Ximenia coriacea Engl.                         | östliches Brasilien (Bahia, Minas Gerais)  |              |
| Ximenia glauca (DeFilipps) Bentouil            | NW-Mexiko (Baja California Sur)            |              |
| Ximenia horrida Urb. & Ekman                   | Hispaniola                                 |              |
| Ximenia intermedia (Chodat & Hassl.) DeFilipps | Brasilien, Paraguay                        |              |
| Ximenia parviflora Benth.                      | Mexiko                                     |              |
| Ximenia perrieri Cavaco & Keraudren            | Süd-Madagaskar                             |              |
| Ximenia pubescens Standl.                      | Mexiko (Sinaloa bis Oaxaca)                |              |
| Ximenia roigii León                            | Kuba                                       |              |

## Nutzung
Das Holz von Ximenia americana wird wegen des angenehmen Geruchs und seiner Farbe in geringem Umfang als Ersatz für Sandelholz verwendet. Es erreicht aber selten Dimensionen, die zur Erzeugung von Möbeln ausreichen. Das Holz ist leicht zu bearbeiten und besitzt einen starken natürlichen Glanz. Die Haltbarkeit ist ziemlich hoch. Das Holz wird auch zur Herstellung von Holzkohle verwendet.
Die medizinische Anwendbarkeit der Art Ximenia americana wurde unter anderem von Biologen der Ahamadu Bello University in Nigeria geprüft. Dabei wurde bestätigt, dass Extrakte der Rinde bei der Nagana-Seuche lindernd wirken. Eine krebsbekämpfende Wirkung von Inhaltsstoffen dieser Pflanze wurde im Jahre 2005 in Untersuchungen am Deutschen Krebsforschungszentrum Heidelberg an 17 Tumorarten in vivo und in vitro dokumentiert.